# Le Port de Marseille (Marquet)
Pour les articles homonymes, voir Le Port de Marseille.
Le Port de Marseille est un tableau réalisé par Albert Marquet en 1918. Cette peinture à l'huile sur carton est conservée au musée de l'Annonciade à Saint-Tropez.